# Dalmore
Dalmore ist eine Whiskybrennerei bei Alness, Highland, Schottland.

## Geschichte
Die Brennerei wurde 1839 von Alexander Matheson gegründet und an die Sunderland-Familie verpachtet. 1850 übernahm Margret Sunderland die Leitung von Dalmore. Ab 1867 führten die Brüder Charles, Andrew und Alexander Mackenzie die Brennerei. 1874 wurde die Anzahl der Stills (Brennblasen) von zwei auf vier erweitert. Nach dem Tod von Alexander Matheson 1886 wurde die Brennerei 1891 von Sir Kenneth Matheson für 14.500 £ an die Mackenzie Brüder verkauft. 1917 zog die Royal Navy bei Dalmore ein, um Minen herzustellen. Ein Teil der Brennerei wurde beim Abzug der Royal Navy durch eine Explosion beschädigt. Weil Andrew Mackenzie und die Royal Navy sich nicht auf eine Entschädigung einigen konnten, führte Mackenzie das Verfahren bis in das House of Lords.
1922 begann die Whisky-Produktion wieder. Die Malting Floors wurden 1956 durch eine Saladin Box ersetzt. Im Jahre 1960 wurde die Dalmore-Whyte & Mackay Ltd. aus dem Zusammenschluss der Mackenzie Brothers (Dalmore) Ltd. und der Whyte & Mackay Ltd. gegründet. Die Anzahl der Stills wurde 1966 von vier auf acht erweitert, 1982 die Saladin Box außer Betrieb gesetzt und seitdem das Malz von fremden Mälzereien gekauft. 1990 kaufte American Brands Whyte & Mackay und änderte 1996 seinen Namen in JBB (Greater Europe). Durch einen Management Buy-Out wurde die Firma 2001 von Fortune Brands gekauft und in Kyndal Spirits umbenannt. 2002 erfolgte eine erneute Umbenennung in Whyte & Mackay. 2007 wurde Whyte & Mackay und die dazugehörigen Brennereien Dalmore, Isle of Jura, Fettercairn und Tamnavulin für 595 Millionen Pfund von United Spirits Limited, einer Tochter der indischen The UB Group gekauft. Am 31. Oktober 2014 wurde Whyte & Mackay aus kartellrechtlichen Gründen an die philippinische Emperador Inc. für 430 Millionen £ verkauft.

## Produktion
Das Wasser der zur Region Highlands/Northern Highlands gehörenden Brennerei stammt aus dem Fluss Alness. Das Malz wird von fremden Mälzereien (Bairds Malt, Inverness) bezogen. Die Brennerei verfügt über einen Maischbottich (9,2 Tonnen) aus Edelstahl und acht Gärbottiche (je 49.500 l) aus Douglasienholz. Destilliert wird in vier wash stills (zwei davon zu je 16.500 l und zwei davon zu je 8250 l) und vier spirit stills (zwei davon zu je 11.364 l und zwei davon zu je 7340 l) die durch Dampf erhitzt werden.

## Abfüllungen

12-jähriger Dalmore

Jahrelang war der 12-Jährige die einzige Originalabfüllung von Dalmore auf dem Markt. Seit 2002 gibt es aber auch einen 21-Jährigen, einen 30-Jährigen (für den nordamerikanischen Markt) und the Cigar Malt. Die heutigen Standardabfüllungen bestehen aus den 12-, 15- und 18-Jährigen, dem Cigar Malt Reserve und King Alexander III. Des Weiteren gibt es eine große Range mit Sonderabfüllungen und die Rivers Collection.
2002 wurde ein 62-jähriger Dalmore in einer Auktion bei McTear's für 25.877 £ verkauft und war damals damit die teuerste Flasche Whisky der Welt.